# يو إس إس أوهايو (إس إس إن جي-726)
يو إس إس أوهايو (إس إس بي إن-726/إس إس إن جي-726) (بالإنجليزية: USS Ohio SSBN-726/SSGN-726)‏؛ غواصة صواريخ موجهة تعمل بالطاقة النووية، وتعد من السفن الرائدة في البحرية الأمريكية. صُممت بداية لتكون غواصة صواريخ بالستية، إلّا إنها حوّلت لاحقًا لتصبح غواصة صواريخ كروز.